# Superfunk
Superfunk ist ein Musikprojekt aus Frankreich im Bereich House. Sie sind auch unter den Pseudonymen Silvestre, Sexy Kool, Dealers De Funk oder Da Filtermen From Marseille bekannt. Sie besteht aus den Mitgliedern Hamdi Hassen (Mike 303), Stéphane Bonan (Stephane B) und Fabrice Texier (Fafa Monteco).

## Geschichte
House-Star Dimitri From Paris unterstützte das Trio bei den Songs "Lucky Star", "Young M.C." und "Last Dance". Der Track "Lucky Star" wurde erfolgreich und erschien unter "Superfunk feat Ron Carrol - Lucky Star" in den Charts. Superfunk hat bereits Remixe für Künstler wie Moby, Shirley Bassey, Neneh Cherry, Sandra und Felix Da Housecat angefertigt.

## Diskografie

### Studioalben
| Jahr | Titel   | Höchstplatzierung, Gesamtwochen, AuszeichnungChartplatzierungen (Jahr, Titel, Platzierungen, Wochen, Auszeichnungen, Anmerkungen) | Höchstplatzierung, Gesamtwochen, AuszeichnungChartplatzierungen (Jahr, Titel, Platzierungen, Wochen, Auszeichnungen, Anmerkungen) | Höchstplatzierung, Gesamtwochen, AuszeichnungChartplatzierungen (Jahr, Titel, Platzierungen, Wochen, Auszeichnungen, Anmerkungen) | Höchstplatzierung, Gesamtwochen, AuszeichnungChartplatzierungen (Jahr, Titel, Platzierungen, Wochen, Auszeichnungen, Anmerkungen) | Anmerkungen                        |
| Jahr | Titel   | DE | CH | UK | FR | Anmerkungen                        |
| ---- | ------- | --- | --- | --- | --- | ---------------------------------- |
| 2000 | Hold Up | — | CH67 (8 Wo.)CH | — | FR11 Gold · (12 Wo.)FR | Erstveröffentlichung: Februar 2000 |

### Singles
| Jahr | Titel Album                          | Höchstplatzierung, Gesamtwochen, AuszeichnungChartplatzierungen (Jahr, Titel, Album, Platzierungen, Wochen, Auszeichnungen, Anmerkungen) | Höchstplatzierung, Gesamtwochen, AuszeichnungChartplatzierungen (Jahr, Titel, Album, Platzierungen, Wochen, Auszeichnungen, Anmerkungen) | Höchstplatzierung, Gesamtwochen, AuszeichnungChartplatzierungen (Jahr, Titel, Album, Platzierungen, Wochen, Auszeichnungen, Anmerkungen) | Höchstplatzierung, Gesamtwochen, AuszeichnungChartplatzierungen (Jahr, Titel, Album, Platzierungen, Wochen, Auszeichnungen, Anmerkungen) | Anmerkungen                                          |
| Jahr | Titel Album                          | DE | CH | UK | FR | Anmerkungen                                          |
| ---- | ------------------------------------ | --- | --- | --- | --- | ---------------------------------------------------- |
| 1999 | Come Back Hold Up                    | — | — | — | FR73 (11 Wo.)FR | Erstveröffentlichung: Mai 1999                       |
| 2000 | Lucky Star Hold Up                   | DE69 (9 Wo.)DE | CH20 (19 Wo.)CH | UK42 (3 Wo.)UK | FR3 Gold · (27 Wo.)FR | Erstveröffentlichung: Januar 2000 feat. Ron Carroll  |
| 2000 | The Young MC Hold Up                 | — | CH50 (9 Wo.)CH | UK62 (2 Wo.)UK | FR23 (19 Wo.)FR | Erstveröffentlichung: Mai 2000                       |
| 2001 | Last Dance (And I Come Over) Hold Up | — | — | — | FR44 (6 Wo.)FR | Erstveröffentlichung: März 2001 feat. Everis Pellius |